# Équipe de Tunisie de football en 2002
L'équipe de Tunisie de football connaît en 2002 une autre année d'instabilité technique avec la valse des entraîneurs, bien qu'il s'agit d'une année de phase finale de la coupe du monde à laquelle la sélection se qualifie.
C'est d'abord l'éviction d'Henri Michel pour insuffisance de résultats, avec quatre matchs sans victoire et sans le moindre but, dont rois dans le cadre de la phase finale de la coupe d'Afrique des nations. On fait appel alors au duo tunisien Ammar Souayah et Khemaïs Laabidi pour la préparation et la participation à la coupe du monde. Mais, en sept matchs dont trois en coupe du monde, où la Tunisie n'a pas affaire à des adversaires de gros calibre, l'équipe n'enregistre aucune victoire et les attaquants marquent seulement deux buts.
Ils laissent la place au directeur technique national Youssef Zouaoui en attendant le recrutement d'un grand entraîneur. Zouaoui dirige l'équipe lors de deux matchs amicaux contre les équipes de France et du Portugal avant de céder la place au Français Roger Lemerre qui était jusque-là sélectionneur de l'équipe de France.

## Matchs

### Rencontres internationales
| Date             | Stade                                | Adversaire   | Score | Comp           | Buteurs tunisiens |
| 11 janvier 2002  | Stade olympique d'El Menzah, Tunisie | Cameroun     | 0-1   | A              |                   |
| 21 janvier 2002  | Bamako, Mali                         | Zambie       | 0-0   | CAN (1er tour) |                   |
| 25 janvier 2002  | Bamako, Mali                         | Égypte       | 0-1   | CAN (1er tour) |                   |
| 31 janvier 2002  | Kayes, Mali                          | Sénégal      | 0-0   | CAN (1er tour) |                   |
| 13 mars 2002     | Stade olympique d'El Menzah, Tunisie | Corée du Sud | 0-0   | A              |                   |
| 27 mars 2002     | Stade olympique d'El Menzah, Tunisie | Norvège      | 0-0   | A              |                   |
| 17 avril 2002    | Ljubljana, Slovénie                  | Slovénie     | 0-1   | A              |                   |
| 26 mai 2002      | Wakayama, Japon                      | Danemark     | 1-2   | A              | Z. Jaziri 63e     |
| 5 juin 2002      | Kobe, Japon                          | Russie       | 0-2   | CDM            |                   |
| 10 juin 2002     | Ōita, Japon                          | Belgique     | 1-1   | CDM            | Bouzaiene 17e     |
| 14 juin 2002     | Osaka, Japon                         | Japon        | 0-2   | CDM            |                   |
| 21 août 2002     | Stade du 7-Novembre, Tunisie         | France       | 1-1   | A              | Zitouni 38e       |
| 12 octobre 2002  | Lisbonne, Portugal                   | Portugal     | 1-1   | A              | Zitouni 42e       |
| 20 novembre 2002 | Stade olympique d'El Menzah, Tunisie | Égypte       | 0-0   | A              |                   |

### Matchs de préparation
| Date            | Stade                                | Adversaire              | Score | Comp | Buteurs tunisiens                  |
| 15 janvier 2002 | Stade olympique d'El Menzah, Tunisie | FC Cologne ( Allemagne) | 2-1   | A    | Jaïdi, Jamel Ezzabi                |
| 17 janvier 2002 | Stade olympique d'El Menzah, Tunisie | FC saturn ( Russie)     | 0-0   | A    |                                    |
| 10 mai 2002     | Metz, France                         | FC Metz ( France)       | 4-3   | A    | Sellami (2), Benachour, A. Sellimi |
| 13 mai 2002     | Sedan, France                        | CS Sedan ( France)      | 3-0   | A    | Sellami (2), Jamel Ezzabi          |
| 16 mai 2002     | Ōita, Japon                          | Oita Trinita ( Japon)   | 1-2   | A    | R. Jelassi                         |
| 23 mai 2002     | Osaka, Japon                         | Gamba Osaka ( Japon)    | 0-3   | A    |                                    |

## Source
- Mohamed Kilani, « Équipe de Tunisie : les rencontres internationales », Guide-Foot 2010-2011, éd. Imprimerie des Champs-Élysées, Tunis, 2010